# Steven R. Polk

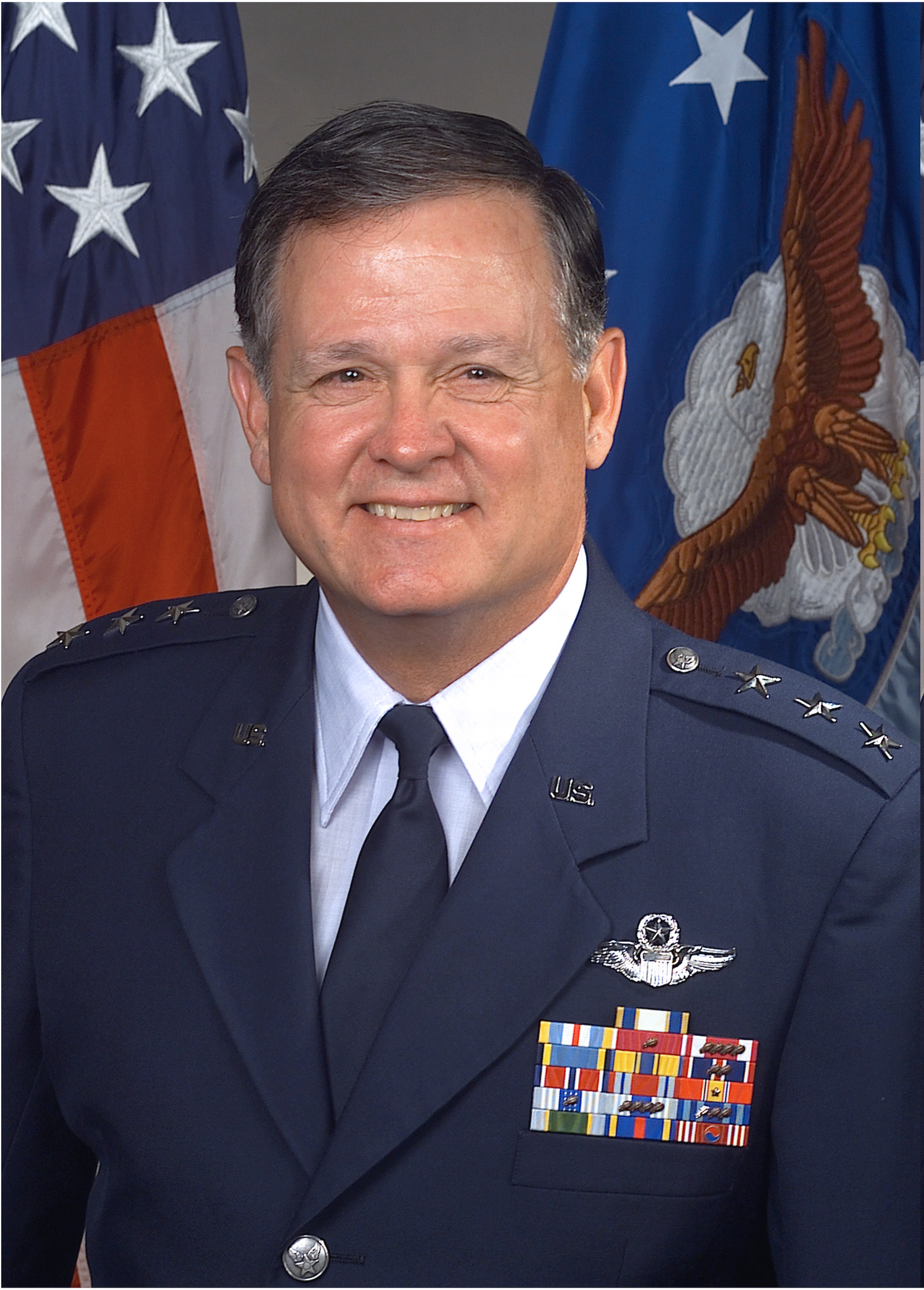
Steven R. Polk (2005)

Steven Roy Polk  (* um 1946 in Bay City, Matagorda County, Texas) ist ein pensionierter Generalleutnant der United States Air Force. Er war unter anderem Kommandeur der 19. Luftflotte (Nineteenth Air Force).
Im Jahr 1968 absolvierte er die United States Air Force Academy in Colorado Springs. Nach seiner Graduation wurde er als Leutnant in das Offizierskorps der Air Force aufgenommen. In der Folge durchlief er alle Offiziersgrade vom Leutnant bis zum Drei-Sterne-General.
Im Lauf seiner militärischen Karriere absolvierte er verschiedene Kurse und Schulungen. Dazu gehörten unter anderem eine Ausbildung zum Kampfpiloten und weitere Fortbildungskurse als Pilot neuer Flugzeugtypen und das Naval War College in Newport in Rhode Island. Außerdem erhielt er einen akademischen Grad von der Arizona State University.
In seinen frühen Jahren als Offizier der Luftwaffe war er an verschiedenen Stützpunkten stationiert. Dabei war er als Pilot, Flugausbilder oder Stabsoffizier bei unterschiedlichen Einheiten tätig. Zwischen Juni 1974 und Mai 1978 gehörte er der Fakultät der Air Force Academy in Colorado Springs an. Nach einer anschließenden Pilotenweiterbildung auf der Mountain Home Air Force Base in Idaho wurde er im November 1978 auf die Royal Air Force Base Upper Heyford in England versetzt. Dort verblieb er bis zum Juni 1981. Dabei war er unter anderem als Ausbildungspilot und Flugkommandeur (flight commander) bei der 55. Kampfstaffel (55th Tactical Fighter Squadron) tätig.
Polks nächste Mission führte ihn auf die Ramstein Air Base in Deutschland. Zwischen Juni 1981 und Juli 1983 gehörte er dort der Stabsabteilung für Operationen der United States Air Forces in Europe an. Es folgte eine Versetzung zur Torrejon Air Base in Spanien. Zwischen August 1983 und November 1984 war er dort als Pilot von F-16-Maschinen bei der 613. Kampfstaffel (613th Tactical Fighter Squadron) tätig. Gleichzeitig leitete er die Ausbildung des 401. Kampfgeschwaders (401st Tactical Fighter Wing). In der Folge verblieb er bis zum Juni 1987 auf diesem Stützpunkt. Zunächst war er Stabsoffizier und dann Kommandeur der 612. Kampfstaffel (612th Tactical Fighter Squadron). Gleichzeitig war er stellvertretender Kommandeur der 401st Combat Support Group.
Nach seinem bis zum Juni 1988 andauernden Studium am Naval War College gehörte Steven Polk bis zum Juni 1990 in unterschiedlichen Funktionen dem Stab im Hauptquartier der Air Force an. Anschließend wurde er auf die Luke Air Force Base in Arizona versetzt. Bis zum Oktober 1991 war er dort zunächst stellvertretender und dann regulärer Kommandeur des 58. Ausbildungsgeschwaders (58th Tactical Training Wing). Danach übernahm er ebenfalls auf der Luke AFB das Kommando über die 58th Operations Group, das er bis zum Juni 1992 innehatte.
Als Nächstes folgte ein weiterer Auslandseinsatz. Auf der Kusan Air Base in Südkorea erhielt Polk das Kommando über das 8. Kampfgeschwader (8th Fighter Wing), das er zwischen Juli 1992 und Juni 1993 ausübte. Anschließend leitete er bis zum März 1994 die Abteilung zur Qualitätskontrolle (Chief, Quality Division) im Hauptquartier der Luftwaffe. Es folgte eine weitere Versetzung nach England. Dort war er auf dem Stützpunkt der Royal Air Force in High Wycombe stationiert, wo er zwischen März 1994 und Oktober 1995 unter anderem Stabsoffizier bei den NATO-Truppen für Nordwesteuropa war.
Anschließend wurde er erneut nach Südkorea beordert. Auf der dortigen Osan Air Base kommandierte er zwischen November 1995 und Mai 1997 das 51. Kampfgeschwader (51st Fighter Wing). Daran schloss sich eine Versetzung auf die Hickam Air Force Base in Hawaii an. Dort leitete Polk zwischen Mai 1997 und Mai 1999 die Stabsabteilung für Luft- und Weltraumoperationen (Director of Air and Space Operations) im Hauptquartier der Pacific Air Forces.
Am 25. Mai 1999 übernahm Steven Polk als Nachfolger von Kurt B. Anderson auf der Randolph Air Force Base in Texas das Kommando über die 19. Luftflotte. Dieses Amt bekleidete er bis zum 20. Januar 2002, als er von James E. Sandstrom abgelöst wurde. In der Folge kehrte er zur Hickham AFB und den Pacific Air Forces in Hawaii zurück. Dort bekleidete er bis zum November 2003 das Amt des stellvertretenden Kommandeurs dieses Großverbandes. Danach erhielt er das Amt des Generalinspekteurs der Luftwaffe (Inspector General of the Air Force), das er bis zu seiner Pensionierung am 1. Februar 2006 behielt.
Während seiner aktiven Zeit als Militärpilot absolvierte er über 4400 Flugstunden auf verschiedenen Flugzeugtypen.
Nach seiner Pensionierung wurde Steven Polk Vorstandsmitglied und ab 2009 Vorstandsvorsitzender der Firma Equiliar.

## Daten der Beförderungen
| Abzeichen | Rang               | Jahr             |
| --------- | ------------------ | ---------------- |
|           | Second Lieutenant  | 5. Juni 1968     |
|           | First Lieutenant   | 5. Dezember 1969 |
|           | Captain            | 5. Juni 1971     |
|           | Major              | 1. Januar 1980   |
|           | Lieutenant Colonel | 1. März 1984     |
|           | Colonel            | 1. Juli 1988     |
|           | Brigadier General  | 15. Juli 1994    |
|           | Major General      | 1. August 1997   |
|           | Lieutenant General | 1. März 2002     |

## Orden und Auszeichnungen
Steven Polk erhielt im Lauf seiner militärischen Laufbahn unter anderem folgende Auszeichnungen:
- Air Force Distinguished Service Medal
- Defense Superior Service Medal
- Legion of Merit
- Meritorious Service Medal
- Aerial Achievement Medal
- Air Force Commendation Medal
- Cheonsu Medal (Südkorea)